# Elric et la porte des mondes
 (novembre 2019).
Elric et la porte des mondes est un recueil de nouvelles d’heroic fantasy compilé par Richard Comballot et publié aux éditions Fleuve noir en 2006. Il met en scène les aventures d'Elric de Melniboné, une incarnation du Champion éternel, sous la plume d'auteurs francophones.

## Contenu
- Introduction de Michael Moorcock
- Le rêve en la cité, de Léa Silhol
- La Montagne Dormante, de Jonas Lenn
- Les douleurs fécondes, de Pierre Pevel
- La Cavalière, de Christian Léourier
- Kane, de Laurent Kloetzer
- Éloge des Poissons-Gouffres Fabrice Colin
- Frère des Hyènes, de Christian Vilà
- Cœur de glace, de Daniel Walther
- Qayin, de Xavier Mauméjean
- Le cœur et l’épée, de Jean-Pierre Vernay
- Elric et l’enfant du Futur, de Richard Canal
- Le cirque des épées, de Patrick Eris et Nemo Sandman
- La forteresse de l’Obscur, de Darek Erthal
- Les seigneurs de la Firme, de Ayerdahl et Eric Cervos
- La dernière conquête du Loup Blanc, de Pierre Stolze
- La musique des âmes, de Johan Heliot
- Bloodsword, de Yves Ramonet
- L’archiviste, de Pierre Bordage
- La Porte des Mondes, de Jacques Barbéri